# Palazzo di Menelik II
Il palazzo di Menelik II, meglio noto come Palazzo Imperiale o Grande Ghebbi, è un gruppo di edifici a uso residenziale e religioso ortodosso, situato su un colle ad Addis Abeba. Sede del governo degli imperatori etiopi fino al 1974, da allora ospita gli uffici e la residenza del primo ministro d'Etiopia.

## Storia
Il palazzo originario fu costruito nel 1886 per volere della principessa Taitù Batùl, moglie di Menelik II; attorno all'edificio, collocato sulle colline nei pressi delle sorgenti termali di Filwoha (Finfinne in lingua oromo), sorse e si sviluppò rapidamente negli anni seguenti la città di Addis Abeba, che divenne la nuova capitale del Paese nel 1889, in seguito all'incoronazione di Menelik II; quest'ultimo fece ampliare la struttura, che adibì a residenza e sede del governo imperiale.
Nei decenni seguenti accanto al primo palazzo furono eretti numerosi altri edifici, tra cui alcune chiese.
Nel 1932 Hailé Selassié spostò la residenza imperiale nel Palazzo Guenete Leul, ma mantenne la sede governativa nel vecchio edificio.

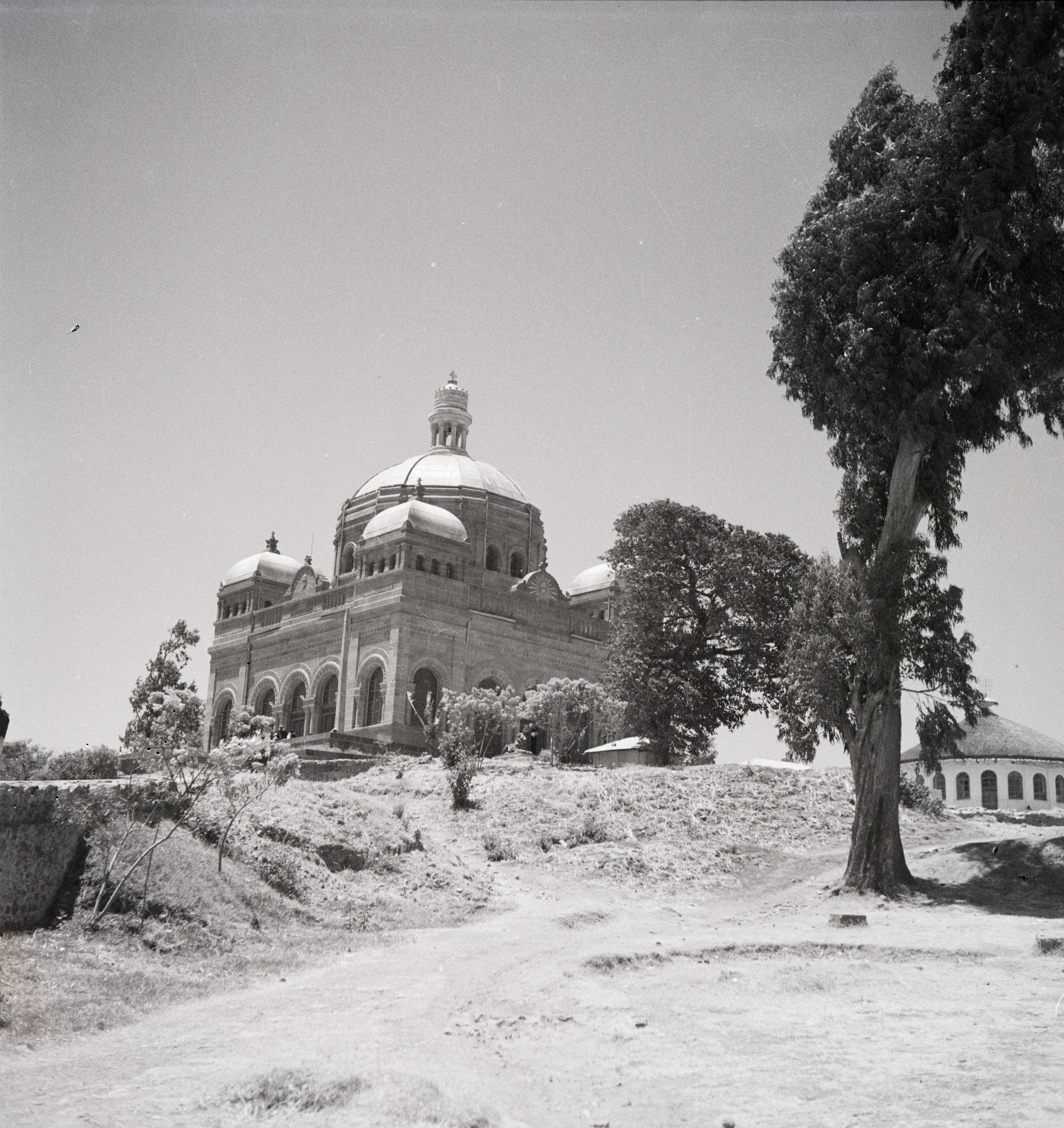
Il mausoleo del monastero di Ta'eka Negest Ba'eta Mariam nel 1934

Nel 1974, in seguito al colpo di Stato che portò al potere la giunta militare comunista del Derg, il Negus Rosso Menghistu Hailè Mariàm mantenne il palazzo come sede del governo e adibì le cantine a prigione per gli ufficiali del governo imperiale; anche Hailé Selassié fu incarcerato in uno degli edifici, ove l'anno seguente morì assassinato e fu sepolto a 3 m di profondità sotto un bagno. La residenza del Decano del monastero di Ta'eka Negest Ba'eta Mariam fu adibita a residenza presidenziale di Menghistu.
Nel 1984, per commemorare i dieci anni dalla presa del potere, il Derg avviò i lavori di costruzione della Sala Shengo, enorme sala congressi inaugurata solennemente tre anni dopo alla presenza di vari capi di Stato stranieri, tra i quali Kenneth Kaunda, Hassan Gouled Aptidon e Hosni Mubarak.
Nel 1992, dopo il crollo del regime comunista, le spoglie di Hailé Selassié furono recuperate e successivamente traslate nella cattedrale della Santissima Trinità.
Nel 2010 il Primo ministro Meles Zenawi avviò i lavori di costruzione di un nuovo sontuoso palazzo presidenziale all'interno del complesso e di ristrutturazione del parco.

## Descrizione

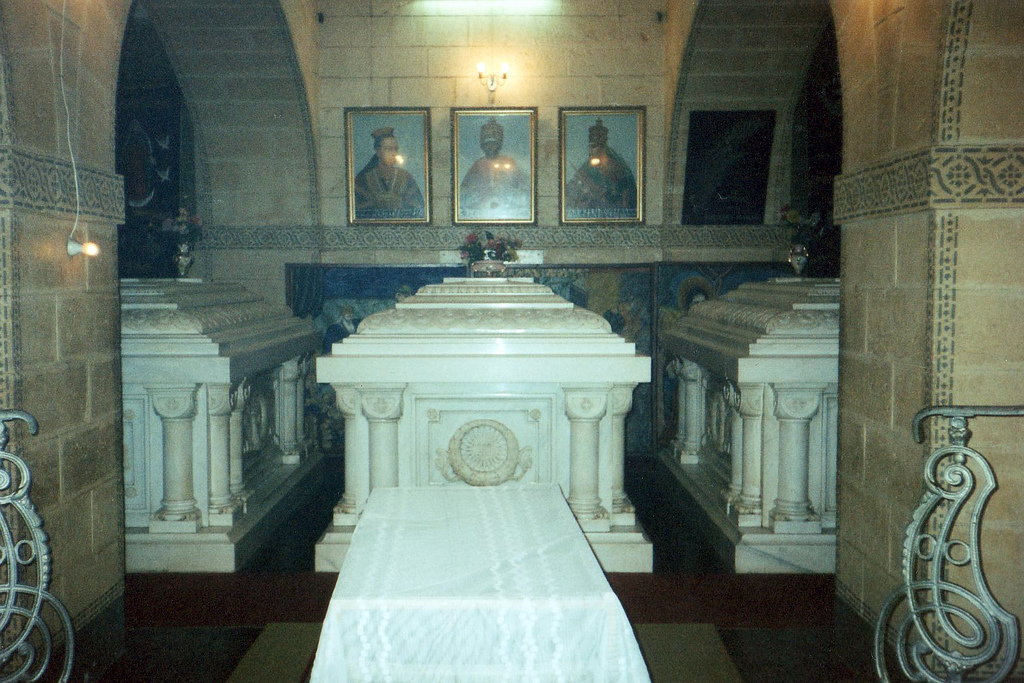
Interno del mausoleo di Menelik II

Il complesso di edifici comprende vari palazzi governativi e tre chiese.
L'imponente mausoleo del monastero di Ta'eka Negest Ba'eta Mariam è coronato da un'ampia cupola, su cui si staglia una grande corona imperiale. Al suo interno si trovano le tombe dell'imperatore Menelik II, della moglie Taitù e dell'imperatrice Zauditù.
Più distanti sorgono anche la chiesa di Se'el Bet Kidane Meheret (o Nostra Signora della Misericordia) e di Debre Mengist (o San Gabriele).